# Batalla de Guayabos

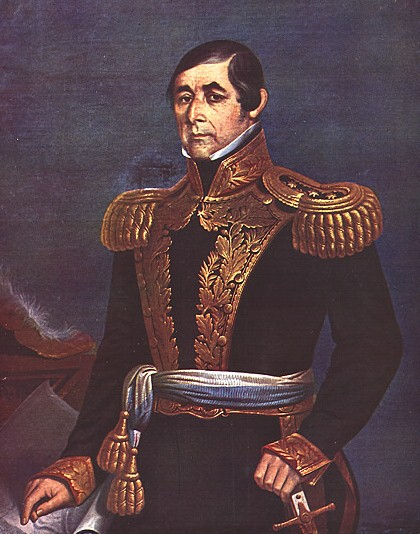
El jefe federal Fructuoso Rivera.

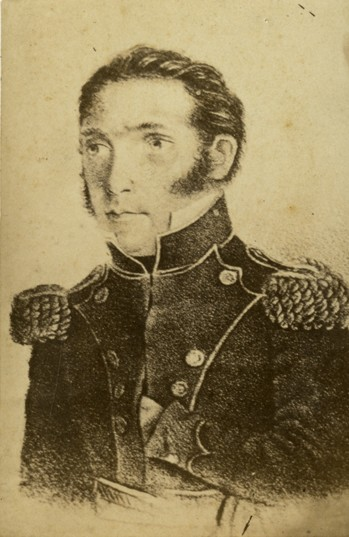
El coronel directorial Manuel Dorrego.

La batalla de Guayabos o batalla de Arerunguá (Banda Oriental, 10 de enero de 1815) fue un combate entre las fuerzas federales del oriental José Artigas y las del Directorio de las Provincias Unidas del Río de la Plata al mando de Manuel Dorrego. La victoria fue de las fuerzas federales al mando del comandante artiguista, Fructuoso Rivera.

## Antecedentes
A principios de 1814 Artigas y sus hombres se separaron del sitio de la ciudad de Montevideo (dominada hasta entonces por los realistas españoles), indignados por el trato que el gobierno unitario de Buenos Aires daba a las demás provincias. Cuando la ciudad de Montevideo cayó en poder del Directorio el general Carlos María de Alvear se negó a entregarla a los orientales. Ya desde antes, las fuerzas de Artigas se enfrentaron con las del gobierno central en varias batallas menores, que les permitieron a los primeros controlar Entre Ríos y Corrientes.
Varias pequeñas divisiones del ejército directorial intentaron derrotar a los federales en la Banda Oriental, y el 4 de octubre el coronel Manuel Dorrego derrotó a la fuerza más importante de los federales en la batalla de Marmarajá, cerca de la frontera norte, obligando a su jefe, Fernando Otorgués, a huir hacia el Brasil. Alvear creyó que había terminado con la insurrección y ordenó que sus fuerzas se trasladaran hacia Buenos Aires.
Pero pronto Otorgués regresó y Artigas era fuerte en el noroeste de la Banda Oriental. Dorrego tuvo que hacer varias campañas por el interior de la provincia, hasta que, en los primeros días de enero, marchó hacia el campamento central de Artigas en el arroyo Arerunguá, cerca del río Uruguay. Estando en camino, exigió al jefe de las fuerzas directoriales en Entre Ríos, Juan José Viamonte, que le enviara refuerzos; pero este estaba tan amenazado por los federales que no se los pudo enviar.

## Desarrollo
La batalla sucedió en el arroyo Guayabos, afluente del Arerunguá, el 10 de enero de 1815, entre los 800 hombres de Dorrego y los alrededor de 1500 de Artigas, cuyas fuerzas eran mandadas por el capitán Fructuoso Rivera.
A las 12:30 ya cruzado el paso del arroyo Guayabos, Dorrego pudo ver las divisiones Orientales, que se encontraban formadas en las alturas de la loma, como a cuatro cuadras del paso. 

Al iniciar las acciones, el ala derecha del ejército directorial, soldados del Regimiento de Granaderos a Caballo al mando de Juan Lavalle, lograron alguna ventaja sobre los montoneros orientales. Pero varias de las unidades de Dorrego se pasaron a los federales de Rivera, y así estos lograron resistir el ataque. La mayor parte de las fuerzas del Directorio huyeron, salvo los granaderos y la escolta de Dorrego.
A las 16:30, el coronel Dorrego ordenó la carga a su caballería, pero la Oriental ejecuta intencionalmente una retirada, y la caballería de Buenos Aires al llegar al bajo, es sorprendida por un vivo fuego de los blandengues de Bauzá, que se encontraban pie a tierra en la hondonada detrás de la loma próxima al lugar del combate, donde son sorprendidos y cargados por toda la caballería de Rivera.

## Consecuencias
Poco después, también los directoriales de Entre Ríos fueron derrotados, y el director supremo Alvear ordenó abandonar la Banda Oriental. Las fuerzas directoriales saquearon Montevideo el 4 de marzo, llevándose todo el armamento y dinero de la ciudad, además de su imprenta, dejando a Otorgués entrar en la ciudad. 
Durante el mencionado saqueo, soldados directoriales comandados por Soler, 
"...el 23 saltaron en una explosión tres de las casernas (las Bobedas) de la muralla por la precipitación y descuido,(?) con que se hechaba al agua la pólvora allí almacenada. Este accidente causó la muerte a ciento y veinte personas. I. De María.

"El 25 evacuaron la plaza de Montevideo las tropas de Buenos Ayres en diez y ocho embarcaciones." 
Poco después, Alvear ofreció a Artigas la independencia de la provincia Oriental, que el jefe federal rechazó indignado.
La batalla de Guayabos significó la liberación de la Banda Oriental de la dominación directorial e inició el período de máximo poder de Artigas. Fue el germen de la independencia de Uruguay, que se concretaría doce años después (en 1828).
Pero, al no haber solucionado la cuestión federal, fue un eslabón más en las interminables guerras civiles que dividieron a la región del Río de la Plata en el siglo XIX.